# Tracy McGrady
Tracy Lamar McGrady Jr. (* 24. května 1979 v Bartow na Floridě) je bývalý americký profesionální basketbalista. Je vysoký 203 cm a váží 102 kg. Hraje jako rozehrávač (SG) nebo křídlo(SF). Po střední škole ho draftoval tým Toronto Raptors.Jeho přezdívka je T-Mac. Jeho bratranec je další superhvězda NBA Vince Carter spolu vytvořili útočné duo při působení v týmu Toronto Raptors Sedmkrát se dostal do výběru ALl-stars NBA. V roce 2001 získal cenu pro hráče s největším zlepšením (NBA Most Improved Player). V sezoně 2003/2004 vyhrál bodování pro nejlepšího střelce.

## Kariéra
Svoji kariéru v NBA začal v týmu Toronto Raptors, který ho v roce 1997 draftoval. Tam hrál do roku 2000 kdy byl vyměněn do týmu Orlando Magic. V tomto klubu se v roce 2003 a 2004 usadil na vrcholu žebříčku nejlépe skórujících hráčů. A po tomto úspěchu odešel do klubu Houston Rockets, kde měli vytvořit neporazitelnou dvojici s čínským pivotem Yao Mingem, ale kvůli jejich častým zraněním Houston nikdy nedosáhl významnějších úspěchů. V sezoně 2009-2010 se Tracy McGrady vrátil po vleklém zranění a sliboval velké úspěchy. Trenér Rick Adelman nebyl ochoten McGradyho pustit do základní sestavy a tak si vyprosil přestup do New Yorku Knicks, kde se ovšem také výrazněji neprosadil, a tak před začátkem sezony 2010-2011 podepsal smlouvu jako volný hráč s Detroitem Pistons. Po stávce před sezonou 2011-2012 podepsal smlouvu s týmem Atlanta Hawks. V roce 2013 po prohraném finále ligy za tým San Antonio Spurs proti týmu Miami Heat ukončil T-Mac profesionální kariéru.